# Deremius fuscotibialis
Deremius fuscotibialis är en skalbaggsart som beskrevs av Stefan von Breuning 1981. Deremius fuscotibialis ingår i släktet Deremius och familjen långhorningar. Inga underarter finns listade i Catalogue of Life.